# Archa bláznů
Archa bláznů aneb Vyprávění z konce života je první celovečerní film režiséra Ivana Balaďi. Byl natočen na motivy povídky Antona Pavloviče Čechova Pavilón č. 6. Film byl natočen v roce 1970, ale do kin se dostal až v roce 1990, po pádu socialismu v Československu.

## Charakteristika
Základ a nadčasovost tématu je práce Antona Pavloviče Čechova, ale unikátní formální a obrazovou stránku a hlavně filmovou podobu filmu dodali zejména režisér Ivan Balaďa, kameraman Juraj Šajmovič a autor scénáře Lubor Dohnal, který příběh obohatili o několik rozvinutějších epizod s vedlejšími postavami, které sám spisovatel v povídce vzpomíná pouze okrajově.

## Děj filmu
Samotný příběh se odehrává v nemocnici, jejíž vrchní lékař je doktor Andrej Jefimyč Fagin. Nemocnice je v ubohém stavu a původně snaživý doktor už upadl do letargie. Pod vlivem svého okolí pozbyl sílu bojovat. V nemocnici se příběh soustředí zejména na již zmíněný pavilon č. 6, což je oddělení pro duševně nemocné. K pacientům se personál nemocnice zpráva nesmírně nelidsky, zejména dozorce, bývalý voják Nikita. Druhou hlavní postavou je Ivan Dmitrič Gorov, mladý muž, který se pod vlivem různých okolností a navzdory (nebo právě kvůli) své inteligenci, hĺbavosti a citlivosti dostal natrvalo do zdrcujících prostor "blázince". Postupem času a pod vlivem nestimulujúceho prostředí se i šéflékař Fagin dostane z pozice lékaře do pozice hospitalizovaného / vězněného.

## Přijetí
Toto filmové podobenství se nedočkalo mnoha odezev v tisku nebo ocenění. Jeho premiéra byla na filmovém festivalu v Karlových Varech v roce 1990 v rámci sekce Filmy Osvobozené, tedy mezi filmy, které byly dlouhodobě drženy v trezoru.
V trezoru byl zamčený i přesto, že autorem předlohy byl Čechov. Scény byly příliš expresivní, depresivní a celkově film neladí s tehdejším žádaným "pozitivním" budovatelským proudem. Toto k tomu napsal Jan Jaroš:
“Balaďa adaptoval známou povídku A.P. Čechova pavilón č. 6 a ani v nejmenším se ji nesnažil nějakým způsobem aktualizovat. Naopak ponechává původní dobu i prostředí ale využívá je k akcentování všestranného a všudepřítomného rozkladu společenských i individuálních norem, necháva se až unášet vizí nezastavitelného zmaru, který prostupuje každou scénu, každý záběr filmu. Sklon k bizarnosti, ke zdůrazňování ošklivosti v obrazových motivech zřejmě vedl k rozhořčení nad filmem jako rize dekadentním, kterému chybí optimismus a konstruktivní vyhlídky do budoucna. A navíc – byť děj je evidentně zasazen do éry carského Ruska, člověk nikdy neví, co kdyby se nelichotivé postřehy vykládaly dvojznačně...”
Svůj názor na obrazovou stránku filmu vyjadril aj Jan Jaroš: ,,Pavilón bláznů Juraj Šajmovič na černobílý materiál, režisér jej nasměroval k poetice bizarní ošklivosti, jejíž nadmíra se postupně mění v prázdný samoúčel, který pohlcuje posléze i smysluplné jádro. Nelze stavět jen na zálibě v ruinách přírodních i lidských, na absolutní devastaci. V tomto směru jde o patrný dramaturgický omyl, který asi nejzřetelněji dokládá dobovou závislost na tehdy aktuálních pocitech.”
Scenárista Lubor Dohnal dal filmu pečeť, kterou zanechal i ve filmu Slavnost v botanické zahradě. Oba filmy mají v sobě živočišnost, bláznovství, v jistém smyslu i odklon od lidskosti. No z každého z těchto filmů je v konečném důsledku úplně jiný dojem. Václav Macek se k tomu vyjádřil takto:
"Zdálo by se, že nemohou mít nic společného. Havettova karnevalová oslava života, nespoutaná zábava, převracení hodnot, které je aktivní, životaschopné a naproti tomu balady obraz násilí, pudovosti a zla. Přece však je v nich cosi společného. Je to senzualismus, odpor, proti rozumu, racionalismu. Přesvědčení, že život je třeba procítit že ho nelze jaksi intelektuální zkonzumovat. Dalo by se říci, že jde io jeden zdroj. S tím rozdílem, že pokud Slavnost je plodem radosti, tak archa vznikla z hodin deprese. "
Postava šéflékaře Fagina projde postupně změnou, která není ani v něm, jako spíše v přístupu jeho okolí ke němu samému. Do blázince se sám dostává, ale netrpí ničím jiným než depresemi, které se dají léčit a lidí kvůli nim posílat do blázince není nutné. Trpí tak jako mnoho jiných lidí tzv. pocitem vyhoření.
Neustálý pocit zmaru se stále znovu a znovu opakuje, například Gromov, který navzdory svým nešťastným vyhlídkám do budoucna neustále opakuje víru v lepší budoucnost, vzbuzuje největší soucit a smutek. Mladý člověk s velkým, ale nevyužitým potenciálem, promrhává život v obklopení zdí blázince.
Jednou z mála metafor, které se v tomto filmu objevují velmi výrazně, je motiv kladení střechy na pavilon č. 6. Stavbou střechy se "blázni" ještě více izolují od vnějšího světa jako dosud a postup v jejich přeměně na skutečných bláznů bude rychlejší. Je odkazem na situaci lidí u nás na počátku sedmdesátých let, kde všichni normální se ocitli v pasti.
Za zmínku nepochybně stojí i celé dialogové pasáže, které scenárista vybral z předlohy. Například když Fagin vysvětluje Grom proč a jak se lidé ocitají v takových zařízeních. Později se jeho vlastní slova naplní i v jeho vlastním případě.
,,Mravní ohled a logika s tým nemají nic společného. To je všechno věc náhody. Kdo se sem dostal, ten tu sedí, a kdo ne ten je na svobodě a tím to končí. Že já jsem doktor a vy duševně nemocný, to nemá ani s morálkou, ani s logikou co dělat, to je věc čiré náhody.”
'',,Mezi teplou a útulnou pracovnou a tímhle pavilonem není žádný rozdíl. Klid a spokojenost člověka nejsou mimo člověka, nýbrž v něm samém.”
Závěr filmu se liší od závěru povídky; ,,K večeru Andrej Jefimyč umřel, raněn mrtvicí. Když pochopil, že nadešel konec vzpomněl si, že miliony lidí věří v nesmrtelnost. Ale netoužil po nesmrtelnosti, myslel na ni jen okamžik... Potom všechno zmizelo a Andrej Jefimyč usnul navěky. Přišli mužici, vzali ho za ruce a za nohy a odnesli ho do kaple. Tam ležel na stole s otevřeným očima a měsíc na něj v noci svítil.”. Autoři filmu tento konec přidali, aby příběh skončil uceleně, co Čechov Snechal na domýšlivost svého čtenáře.